# Фэрвью (Оклахома)
Фэрвью (англ. Fairview) — город и административный центр округа Мейджор в штате Оклахома в Соединённых Штатах Америки.
По данным переписи населения США 2020 года, число жителей города составляло 2 тысячи 740 человек.

## История
Первые постоянные поселенцы прибыли на территорию нынешнего города в 1893 году. Город получил свое название от Адама Бауэра, одного из первых поселенцев, из-за его живописного расположения вдоль реки Симаррон. Семья Бауэр построила деревянное здание, в котором они открыли почтовое отделение 18 апреля 1894 года. Один из сыновей Адама, Клиффорд, был первым почтмейстером.
Железнодорожное сообщение с Фэрвью было открыто 20 августа 1903 года. Вскоре железная дорога построила в городе механические мастерские и депо и отделение.
Первоначально город находился в округе Вудс, но стал частью округа Мэйджор после его создания. Фэрвью стал административным центром округа Мэйджор после выборов 22 декабря 1908 года, где он победил три конкурирующих сообщества, которые также боролись за этот титул: Клео-Спрингс, Ориента и Рингвуд. В Фэрвью на момент получения статуса столицы округа проживало 887 человек, а в 1910 году их число увеличилось до 2020.
В городе есть начальная, средняя и старшая школы.

## География
По данным Бюро переписи населения США, общая площадь города составляет 7,0 квадратных миль (18 км2), из которых 7,0 квадратных миль (18 км2) занимает суша, а 0,14% покрыто водой.